# Partido Socialdemócrata Independiente de Alemania

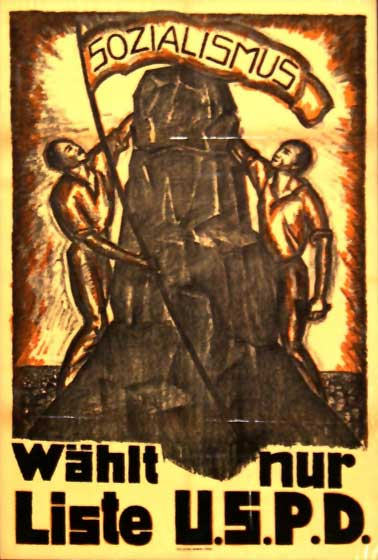
Póster del USPD para las elecciones federales alemanas de 1919.

El Partido Socialdemócrata Independiente de Alemania (en alemán: Unabhängige Sozialdemokratische Partei Deutschlands, o USPD) fue un efímero partido político socialdemócrata en el Imperio alemán y la República de Weimar.

## Historia
Su historia comienza el 21 de diciembre de 1915, cuando 20 miembros del Partido Socialdemócrata de Alemania (SPD) en el Reichstag votaron en contra de la autorización de más créditos para la financiación de la Primera Guerra Mundial, incidente este que acrecentó las tensiones existentes entre los líderes del partido y su fracción más izquierdista, liderada por Hugo Haase y contraria a la guerra, que finalmente produjo la expulsión de este del SPD el 24 de marzo de 1916.
Para poder continuar su trabajo parlamentario, el grupo formó el SAG (Sozialdemokratische Arbeitsgemeinschaft) o Grupo de Trabajo Socialdemócrata. La continuación de las tensiones con el SPD condujo a la creación del USPD el 6 de abril de 1917, en la Conferencia de Gotha, en la que se nombró a Haase como primer presidente; al nuevo partido se le unió también la Liga Espartaquista, aunque manteniendo ésta una cierta autonomía. Para evitar confusiones, al SPD se le denominó a partir de entonces como MSPD o SPD mayoritario (Mehrheits-SPD).
A partir de la huelga de enero de 1918 —en la cual se pedía el fin de la guerra y una mejor política de aprovisionamiento— organizada por revolucionarios afiliados al USPD y oficialmente respaldada por este partido, el USPD alcanzó la cifra de 120.000 miembros. A pesar de su continuo enfrentamiento con el SPD a causa de la colaboración de este con el gobierno, el USPD llegó a un acuerdo con este al inicio de la Revolución Alemana de noviembre de 1918, llegando incluso a formar parte del gobierno subsiguiente en la forma del Consejo de Diputados Obreros (Rat der Volksbeauftragten), formado el 10 de noviembre y en el que participaron Friedrich Ebert y Hugo Haase.
Sin embargo, este acuerdo no duró mucho tiempo. El 29 de diciembre de 1918, y como protesta por la actuación del SPD durante el motín militar de Berlín del 23 de noviembre, Haase, Wilhelm Dittmann y Emil Barth abandonaron el Consejo. Al mismo tiempo, la Liga Espartaquista de Rosa Luxemburgo y Karl Liebknecht se separaron del USPD para unirse con otros grupos de extrema izquierda y formar el KPD, el Partido Comunista de Alemania (Kommunistische Partei Deutschlands).
Durante las elecciones a la Asamblea Nacional el 19 de enero de 1919 —en la cual el SPD quedó como el partido más fuerte con el 37,9% de los votos— el USPD sólo consiguió el 7,6%. A pesar de ello, el fuerte apoyo de este partido a la formación de un gobierno a través de un sistema de consejos (Räterepublik) en vez de una democracia parlamentaria, atrajo a muchos miembros del SPD, lo cual hizo que en la primavera de 1920 el USPD creciera hasta los 750.000 militantes, llegando a alcanzar un 17,9% de votantes durante las elecciones federales del 6 de junio de 1920, lo cual le permitió formar uno de los grupos más grandes en el Reichstag, sólo superado por el SPD, el cual obtuvo un 21,7% del voto.
Al mismo tiempo, sin embargo, surgió un controvertido debate en el partido por la conveniencia o no de unirse al Komintern; muchos militantes sentían que los requerimientos de esta unión provocarían una pérdida de la independencia del partido al tener que seguir los "dictados de Moscú", mientras que otros —especialmente los miembros más jóvenes, como Ernst Thälmann— argumentaban que esta unión permitiría al partido hacer realidad sus ideales socialistas.
Finalmente, la propuesta de unión al Komintern se aprobó en la convención de Halle de octubre de 1920, pero ello provocó la separación del USPD en dos grupos enfrentados que se consideraban por igual como los "auténticos", considerando al otro grupo como una escisión. El 4 de diciembre de 1920, el ala izquierdista del partido, con unos 400.000 miembros, se unió al Partido Comunista de Alemania (KPD) formando el VKPD o Partido Comunista Unido de Alemania (Vereinigte Kommunistische Partei Deutschlands), mientras que la otra mitad con unos 340.000 miembros y en la que estaban las tres cuartas partes de los 81 diputados del Reichstag, continuaron con la denominación de USPD. Esta fracción moderada del USPD, liderada por Georg Ledebour y Arthur Crispien que defendía la democracia parlamentaria, participó en la creación de la Unión de Partidos Socialistas para la Acción Internacional en 1921.
Al mismo tiempo, las diferencias políticas entre el SPD y el USPD disminuían. Después del asesinato del ministro de asuntos exteriores Walter Rathenau por la extrema derecha en junio de 1922, sus respectivos grupos parlamentarios en el Reichstag formaron un único grupo de trabajo el 14 de julio de 1922; dos meses más tarde, el 24 de septiembre, los dos partidos se unieron oficialmente después de la convención de Núremberg, tomando el nombre de Partido Socialdemócrata Unido de Alemania o VSPD (Vereinigte Sozialdemokratische Partei Deutschlands), nombre finalmente acortado a SPD en 1924.
El USPD continuó como partido independiente con Georg Ledebour y Theodor Liebknecht, los cuales rehusaron trabajar junto al SPD, pero nunca más obtuvieron resultados significativos, lo cual les llevó a incorporarse al Partido de los Trabajadores Socialistas de Alemania o SAPD (Sozialistische Arbeiterpartei Deutschland) en 1931.

## Miembros históricos
Miembros notables en este partido fueron:
- Emil Barth
- Eduard Bernstein
- Arthur Crispien
- Wilhelm Dittmann
- Kurt Eisner
- Hugo Haase
- Karl Kautsky
- Georg Ledebour
- Otto Rühle
- Karl Liebknecht
- Theodor Liebknecht
- Rosa Luxemburg
- Emmy Noether

## Refundaciones después de 1945
El significado histórico del USPD llevó después del final de la Segunda Guerra Mundial a que facciones escindidas del SPD tomaran el nombre. Sin embargo, ninguno de estos partidos escindidos logró un éxito político comparable al del USPD original.

### USPD Berlín
Alrededor de 1950, fue constituido a partir de miembros del SPD en Berlín Occidental. Participó en las elecciones estatales de 1950 obteniendo 9.782 votos (0,7%), y en las de 1954, obteniendo 1.482 votos (0,1%), disolviéndose años más tarde.

### El USPD en la RDA
El 16 de febrero de 1990 se formó en Fürstenberg/Havel un nuevo USPD. Este partido se sentía conectado a la herencia socialdemócrata y buscaba instaurar el socialismo democrático en la República Democrática Alemana. En las elecciones generales de 1990 obtuvo 3.891 votos.

### Refundación del USPD en 2006/2007
El 8 de febrero de 2006, un USPD fue fundado por antiguos miembros del SPD y el WASG. Además, se fundó otro partido,  los Demócratas Independientes Sociales Progresistas (alemán: Unabhängigen sozialen progressiven Demokraten), formado por un grupo de exmiembros del SPD, que por problemas legales no pudo usar la abreviatura de USPD, ni tampoco UspD, como se habían renombrado. Estas organizaciones terminaron uniéndose a Die Linke.